# Aeschynomene mollicula
Aeschynomene mollicula är en ärtväxtart som beskrevs av Carl Sigismund Kunth. Aeschynomene mollicula ingår i släktet Aeschynomene och familjen ärtväxter.

## Underarter
Arten delas in i följande underarter:
- A. m. benthamii
- A. m. breviflora
- A. m. mollicula